# Mädchen (Zeitschrift)
Mädchen ist ein deutsches Jugendmagazin für Mädchen, das monatlich von Egmont Ehapa Media herausgegeben wird. Die verkaufte Auflage beträgt 31.452 Exemplare, ein Minus von 90 Prozent seit 1998.

## Geschichte
Der Münchener Kauka-Verlag gehörte ab 1973 zur International Juvenile Press (IJP), einem Gemeinschaftsunternehmen der niederländischen Verenigde Nederlandse Uitgeverijen (VNU) und der britischen IPC. 1975 wurde Dieter Frost (* 1926 oder 1927; † 16. November 1980) – vorher Leiter der Münchener Redaktionsgruppe (Zeitschriften Eltern, Jasmin, Schule, Sesamstraße) bei Gruner + Jahr – Geschäftsführer des Kauka-Verlags. Im September 1975 wurde bei Werbeagenturen die Herausgabe der Zeitschrift für Anfang 1976 bekannt.
Im Januar 1976 wurde Mädchen beim Kauka-Verlag veröffentlicht. Der Untertitel war anfangs Es ist aufregend, eine Frau zu werden. Der Verkaufspreis war anfangs 1,50 DM, die Erscheinungsweise wöchentlich.
Im August 1979 wurden Fix + Foxi und Bussi Bär von Frost im Auftrag der IJP vom Kauka-Verlag an den Heinrich-Bauer-Verlag verkauft, während für Mädchen und Popcorn noch Käufer gesucht wurden.
Im Oktober 1979 wurde der Medit-Verlag mit den Geschäftsführern Dieter Frost und Wilfried Russ gegründet, Mädchen erschien dann beim Medit-Verlag, welches eine Tochter des Verlags Das Beste wurde.
Nach dem Tod von Frost wurde ab Februar 1981 Dietrich Kracht – vorher 14 Jahre bei Bravo (u. a. geschäftsführender Redakteur und Chef vom Dienst), dann stellvertretender Chefredakteur bei Rocky, dann stellvertretender Chefredakteur bei Pop Rocky – Verlagsleiter und Geschäftsführer von Medit und später auch Chefredakteur von Mädchen.
Im Januar 1986 übernahm der Schweizer Verleger Jürg Marquard die Zeitschrift gemeinsam mit der Jugendzeitschrift Popcorn vom Medit-Verlag, worauf Kracht ausschied. 1988 wurde eine ungarische Ausgabe gestartet.
Zum 1. Januar 2000 wurde die Zeitschrift an die Axel Springer AG verkauft, wo sie vom Axel Springer Mediahouse München herausgegeben wurde.
Ab Oktober 2006 wurde das wöchentlich ausgestrahlte, sechsminütige IPTV-Format Mädchen.TV gesendet. Im Juli 2009 wurde die Zeitschrift an die zum OZ Verlag gehörende Vision Media verkauft und das Axel Springer Mediahouse München aufgelöst. Im Januar 2014 wurde die Erscheinungsfrequenz von zweiwöchentlich auf monatlich geändert und im Oktober 2018 übernahm Egmont Ehapa Media die Zeitschrift.
Ab September 2019 erschien quartalsweise die etwa 50-seitige Ausgabe Mädchen love Style mit den Schwerpunktthemen Fashion und Beauty.

## Inhalt
Inhalte der Zeitschrift sind Themen wie Liebe und Beziehungen, Schule, Stars, Styling und Beauty. Zudem werden Tests, Horoskope und Spiele publiziert.